# Partula thalia
Partula thalia је пуж из реда Stylommatophora. 

## Угроженост
Ова врста је наведена као изумрла, што значи да нису познати живи примерци.

## Распрострањење
Пре изумирања, била је настањена само у Француској Полинезији.

## Станиште
Врста Partula thalia је имала станиште на копну.